# Вискребенцев Роман Ігорович
Вискребенцев Роман Ігорович (Іноді Actor. R I V, нар. 13 березня 1994, Чугуїв, Харківська обл., Україна) — український актор театру та кіно.

## Біографія
Народився 13 березня 1994 року в місті Чугуїв неподалік Харкова. Його батько — Вискребенцев Ігор Олексійович прапорщик у відставці, мати Вискребенцева Тетяна Юріївна — підприємець. В 2005 році, після закінчення 4 класу в Чугуєві, переїхав до смт. Млинова що на Рівненщині. У 2009 році закінчив 9 класів і вступив у Харківське училище культури на спеціальність «Народна художня творчість», спеціалізація «Режисура видовищно театралізованих заходів», який закінчив з відзнакою.
У 2012—2013 рр. працював з Харківським професійно-аматорським міліцейським театром «Діти Майбутнього» при ГУМВС в Харківській області [Архівовано 30 вересня 2020 у Wayback Machine.].
У 2013 році переїхав до Києва, де 2017-го закінчив (з відзнакою) акторське відділення Київського національного університету театру, кіно і телебачення імені Івана Карпенка-Карого.
Грав у Дипломних виставах:
- Ріфа — «West Side Story», за мотивами Артура Лорентса (реж. Анатолій Хостікоєв)
- Семена Мельниченко — «Дай серцю волю, заведе в неволю», М. К. Кропивницького, (реж. Михайло Шикула)

2015 рік — дебютував у кінематографі, зігравши роль менеджера ресторану в українській багатосерійній стрічці «Безсмертник».
Брав участь у зйомках кліпу на пісню «Життя починається знову» групи «Океан Ельзи».

Далі були епізодичні ролі у серіалах «Повернення Мухтара — 9», «Клан Ювелірів», «Відділ 44», «Команда», «Улюблена вчителька», «Одинак», «Мамочки», «Одинак», «Папараці», «Центральна лікарня», «Зустрічна полоса», «Покоївка», «Коротке слово, Ні»,.
2017 рік — отримав першу головну роль у 4-х серійній мелодрамі «Не можу забути тебе [Архівовано 20 жовтня 2020 у Wayback Machine.]», де зіграв футболіста Артема Григорієва.
У тому ж році зіграв Платона в «Лікарі Ковальчук», Едика в «Пес — 3», Штирляєва в «Специ», «Що робить твоя дружина». В «Кіборги. Герої не вмирають» зіграв Десантника Івана.
2018 рік — грав у стрічках: Слідчого в «Поверни моє життя», Мітю в «Східні Солодощі — 2», Платона в "Лікарі Ковальчук — 2 ", Олексія в «Жити заради кохання», Андрія в «Ні слова про кохання», Товариша Кості в «Принцесі Жаба», головного героя Романа Князєва в молодості в «Троє в лабіринті».
2019 рік — грав у стрічках Петра в «Чужому житті», Бориса в «Місті закоханих».
У 2019 році закінчив Кафедру Організації Театральної Справи імені І. Д. Безгіна [Архівовано 30 вересня 2020 у Wayback Machine.].
Працював на телеканалі «Центральний канал» що на UA: Суспільному.  
У 2019 році був запрошений в Китай для інтернаціональної вистави «Капітан Кук»
У 2020 році повернувся додому і продовжив свою творчу діяльність в кіно, серіалах, рекламах, кліпах.
Після 24 лютого 2022 року став волонтером, спочатку в Білогородці потім у Софіївській Борщагівці, а потім був запрошений у фонд «УМАС» https://umas.org.ua/  де і зараз активно допомагає. З 2025 року  став донором для дітей та наших поранених Захисників в НДСЛ Охматдит  https://ohmatdyt.com.ua/#DonorBloodOhmatdyt. Закликає ставати прикладом для інших і публікувати в соцмережах фото з ваших донацій - це ні в якому разі не піар вас самих - ви піарите донорство і добрі вчинки.

## Фільмографія
| Рік  | Назва                                 | Роль                           |
| ---- | ------------------------------------- | ------------------------------ |
| 2015 | Безсмертник                           | Менеджер ресторана             |
| 2015 | Клан Ювелірів                         | Епізод                         |
| 2015 | Повернення Мухтара — 8                | Алекс                          |
| 2015 | Відділ — 44                           | Олег                           |
| 2016 | Команда                               | Іван                           |
| 2016 | Улюблена вчителька                    | Лейтенант Максюк               |
| 2016 | Мамочки                               | Епізод                         |
| 2016 | Одинак                                | Попович                        |
| 2016 | Папараці                              | Епізод                         |
| 2016 | Центральна лікарня                    | Кур'єр                         |
| 2017 | Зустрічна смуга                       | Олег                           |
| 2017 | Покоївка                              | Директор мережі хостелів       |
| 2017 | Лікар Ковальчук                       | Платон                         |
| 2017 | Коротке слово, Ні                     | Епізод                         |
| 2017 | Не можу забути тебе                   | Артем Григорьєв (головна роль) |
| 2017 | Пес — 3                               | Едик                           |
| 2017 | Підкидьки — 2                         | Гліб                           |
| 2017 | Специ                                 | Штирляєв                       |
| 2017 | Що робить твоя дружина                | Михайло                        |
| 2017 | Кіборги. Герої не вмирають            | Десантник Іван                 |
| 2018 | Східні-солодощі 2                     | Мітя                           |
| 2018 | Лікар Ковальчук — 2                   | Платон                         |
| 2018 | Принцеса Жаба                         | Андрюха                        |
| 2018 | Поверни моє життя                     | Епізод                         |
| 2018 | Ні слова про кохання                  | Андрій                         |
| 2018 | Жити заради кохання                   | Олексій                        |
| 2018 | Троє в лабіринті                      | Роман Князєв                   |
| 2018 | Стати Джурою                          | Іван                           |
| 2019 | Чуже життя                            | Петро                          |
| 2019 | Місто закоханих                       | Борис                          |
| 2019 | Жіночий лікар-4                       | Іван чоловік Люди              |
| 2019 | Пристрасті по Зінаїді (Україна)       | коханець Наталії               |
| 2020 | Виклик (Украина)                      | Роман Рудьковский              |
| 2020 | Подарунок (Україна, короткометражний) | Саша – головна роль            |
| 2020 | Алмаз Афера (Україна)                 | менеджер автосалона            |
| 2021 | Беззахисне серце                      | завідуючий відділенням         |
| 2021 | Ворожка (Україна)                     | Стас Лазарчук                  |
| 2021 | Клятва лікаря (Україна)               | Попович                        |
| 2021 | Крила метелика (Україна)              | Діма в молодості               |
| 2021 | Пікнік (Україна)                      | Стас                           |
| 2021 | Топтун (Україна)                      | Владислав Чернишов             |
| 2022 | Коп із минулого-2                     | Денис                          |
| 2022 | Ти мене ніколи не забудеш (Україна)   | приятель Влада                 |
| 2022 | Чуже щастя (Україна)                  | охоронець банку                |
| 2024 | Коп з минулого - 4 (Україна)          | Юрій                           |
| 2024 | Реванш (Україна)                      | Денис                          |
| 2024 | Розтин покаже - 4 (Україна)           | Керуючий ресторану             |
| 2024 | Містер та місіс Малишки (Україна)     | Сергій Затолкін                |